# Alex Giorgi
Alessandro Emilio Giorgi detto Alex (Bressanone, 9 dicembre 1957) è un ex sciatore alpino italiano.

## Biografia
Specialista delle prove tecniche originario della Val Gardena, Giorgi ottenne il primo risultato internazionale in Coppa Europa nella stagione 1977-1978, quando vinse la classifica di slalom gigante; ottenne il primo risultato di rilievo in Coppa del Mondo il 16 gennaio 1979 a Adelboden nella medesima specialità (8º) e l'anno dopo disputò i XIII Giochi olimpici invernali di Lake Placid 1980, suo esordio olimpico, senza completare la prova di slalom gigante.
Ai XIV Giochi olimpici invernali di Sarajevo 1984, sua ultima presenza olimpica, fu 7º nello slalom gigante e non terminò lo slalom speciale; in quella stessa stagione 1983-1984 conquistò i suoi unici podi in Coppa del Mondo, 3º nella combinata della 3-Tre di Madonna di Campiglio del 20 dicembre, dietro al liechtensteinese Andreas Wenzel e allo svizzero Thomas Bürgler, e 2º nello slalom gigante di Oslo del 23 marzo, battuto dall'austriaco Hans Enn, e divenne il primo italiano dai tempi della Valanga azzurra ad arrivare nei primi dieci posti della classifica generale di Coppa del Mondo (9º). L'anno dopo partecipò ai Mondiali di Bormio 1985 classificandosi 10º nello slalom speciale (suo unico piazzamento iridato); ottenne l'ultimo piazzamento internazionale nello slalom speciale di Coppa del Mondo disputato a Bromont il 21 marzo 1986 (11º) e si ritirò in occasione dei Campionati italiani 1987, dove conquistò il titolo nazionale nello slalom speciale.

## Palmarès

### Coppa del Mondo
- Miglior piazzamento in classifica generale: 9º nel 1984
- 2 podi (1 in slalom gigante, 1 in combinata):
  - 1 secondo posto
  - 1 terzo posto

### Coppa Europa
- Vincitore della classifica di slalom gigante nel 1978[1]

### Campionati italiani
- 6 medaglie[2][3][4][5][6]:
  - 3 ori (slalom gigante nel 1982; slalom gigante nel 1984; slalom speciale nel 1987)
  - 1 argento (slalom gigante nel 1979)
  - 2 bronzi (slalom speciale nel 1983; slalom speciale nel 1984)